# James Pike
Pour les articles homonymes, voir Pike.
James Albert Pike, né à Oklahoma City le 14 février 1913 et mort le 9 septembre 1969 dans le désert de Judée, est un évêque épiscopalien américain.
Ses opinions théologiques lui valurent plusieurs procès en hérésie. Il inspira à l'écrivain Philip K. Dick, dont il était le beau père et ami, le roman intitulé La Transmigration de Timothy Archer.¨

## Publications
- (en) James A. Pike, Beyond Anxiety: The Christian Answer to Fear, Frustration, Guilt, Indecision, Inhibition, Loneliness, Despair, New York, Charles Scribner's Sons, 1953 (OCLC 1244471532)
- (en) James A. Pike et W. Norman Pittenger, The Faith of the Church, Greenwich (Connecticut), Seabury Press, 1959 (OCLC 222934908)
- (en) James A. Pike, If You Marry Outside Your Faith: Counsel on Mixed Marriage, New York, Harper & Brothers, 1954 (OCLC 504003756)
- (en) James A. Pike et John M. Krumm, Roadblocks to Faith, New York, Morehouse-Gorham Co., 1954 (OCLC 1237563)
- (en) James A. Pike, Doing the Truth, Garden City (New York), Doubleday & Co., 1955 (OCLC 1154386611)
- (en) James A. Pike et John W. Pyle, The Church, Politics, and Society, New York, Morehouse-Gorham Co., 1955 (OCLC 1060515)
- (en) James A. Pike et Howard A. Johnson, Man in the Middle, Greenwich (Connecticut), Seabury Press, 1956 (OCLC 3026008)
- (en) Modern Canterbury Pilgrims, New York, Morehouse-Gorham, 1956 (LCCN 56006116)
- (en) James A. Pike, The Next Day, Garden City (New York), Doubleday & Co., 1957 (LCCN 57008302)
  - Aussi publié comme James A. Pike, Facing the Next Day, New York, MacMillan Inc., 1968 (OCLC 448888, LCCN 68028294)
- (en) James Albert Pike et Richard Byfield, A Roman Catholic in the White House, Garden City (New York), Doubleday & Co., 1960 (OCLC 504003779)
- (en) James A. Pike, A New Look at Preaching, New York, Charles Scribner's Sons, 1961 (OCLC 1016364045)
- (en) James A. Pike, Our Christmas Challenge, New York, Sterling, 1961 (OCLC 2485609)
- (en) James A. Pike, Beyond the Law, Garden City (New York), Doubleday & Co., 1963 (OCLC 1114350910)
- (en) James A. Pike, A Time for Christian Candor, New York, Harper & Row, 1964 (OCLC 500434957)
- (en) James A. Pike, Teen-Agers and Sex, Englewood Cliffs, Prentice Hall, 1965 (OCLC 936939179)
- (en) James A. Pike, What is This Treasure, New York, Harper & Row, 1966 (OCLC 414486)
- (en) James A. Pike, If This Be Heresy, New York, Harper & Row, 1967 (OCLC 1213774)
- (en) James A. Pike, You and the New Morality, New York, Harper & Row, 1967 (OCLC 1089624039)
- (en) James Albert Pike et Diane Kennedy, The Other Side, Garden City (New York), Doubleday & Co., 1968 (LCCN 68029044)